# Język bongili
Język bongili, także bokiba, bongiri, bungili i bungiri – język z rodziny bantu, używany w Kongo w departamentach Sangha, Cuvette i Likouala.
Według klasyfikacji Guthriego zaktualizowanej przez J.F. Maho, język bongili zaliczany jest do języków ngondi grupy geograficznej języków bantu C, a jego kod to C15.